# Španělská socialistická dělnická strana
Španělská socialistická dělnická strana (PSOE, Partido Socialista Obrero Español) je jednou z dominantních španělských politických stran, vedle Lidové strany Španělska. V současnosti zaujímá pozice levého středu. Vznikla roku 1879 a je druhou nejstarší stranou v zemi. Oficiální oslovení mezi straníky zní compañero. Udržuje vazby na odborový svaz Unión General de Trabajadores, ačkoliv už nejsou tak těsné jako v minulosti.
Strana je členem Strany evropských socialistů a také Socialistické internacionály a Progresivní aliance.

## Ideologie
PSOE vznikla jako politické křídlo Obecného odborového svazu (Unión General de Trabajadores), jedné z největších odborových federací ve Španělsku. Původně se profilovala jako radikální marxistická strana a spolupracovala s Komunistickou stranou Španělska, po zkušenosti se Španělskou občanskou válkou se pak profilovala jako marxistická, ale silně antikomunistická.
Po návratu k demokracii se pod vedením Felipe Gonzáleze, který vnímal radikalitu strany jako překážku k volebnímu vítězství, PSOE nejprve zříká marxismu, a následně postupně přijímá sociálnědemokratické směřování a podporu ekonomického liberalismu v rámci tzv. třetí cesty podobně, jako ostatní evropské sociálnědemokratické strany. Po tomto umírnění se PSOE stává zcela dominantní stranou španělské levice, podpora deregulace a privatizace státních podniků však narušuje její vazby na UGT, a González i pozdější socialistický premiér José Luis Rodríguez Zapatero během svých vlád museli čelit stávkám. PSOE se hlásí k progresivismu a sekularismu, za jejích vlád došlo k legalizaci potratů, rozvodů, občanských sňatků i stejnopohlavních manželství.
Od nástupu Pedro Sáncheze do vedení strany a následné zvolení premiérem lze sledovat ve straně návrat k levicovějším ideálům, mimo jiné podporu ekonomického intervencionismu ke zvýšení ekonomického růstu a snížení nezaměstnanosti, dlouhodobého problému španělské ekonomiky; Sánchez též vytvořil koaliční vlády s Unidas Podemos a Sumar, volebními aliancemi obsahujícími Komunistickou stranou Španělska, čímž ukončil historii animosity mezi dvěma největšími levicovými subjekty ve Španělsku.
Strana má nejasný postoj k federalismu; oproti Lidové straně výrazně více podporuje právo na sebeurčení a autonomii, nicméně odmítá možnost nezávislosti či přímou federalizaci Španělska. Tento nevyhraněný, pragmatický přístup shrnují statuty stavy, ve kterých PSOE podporuje "právo na sebeurčení španělských národů".

## Dějiny

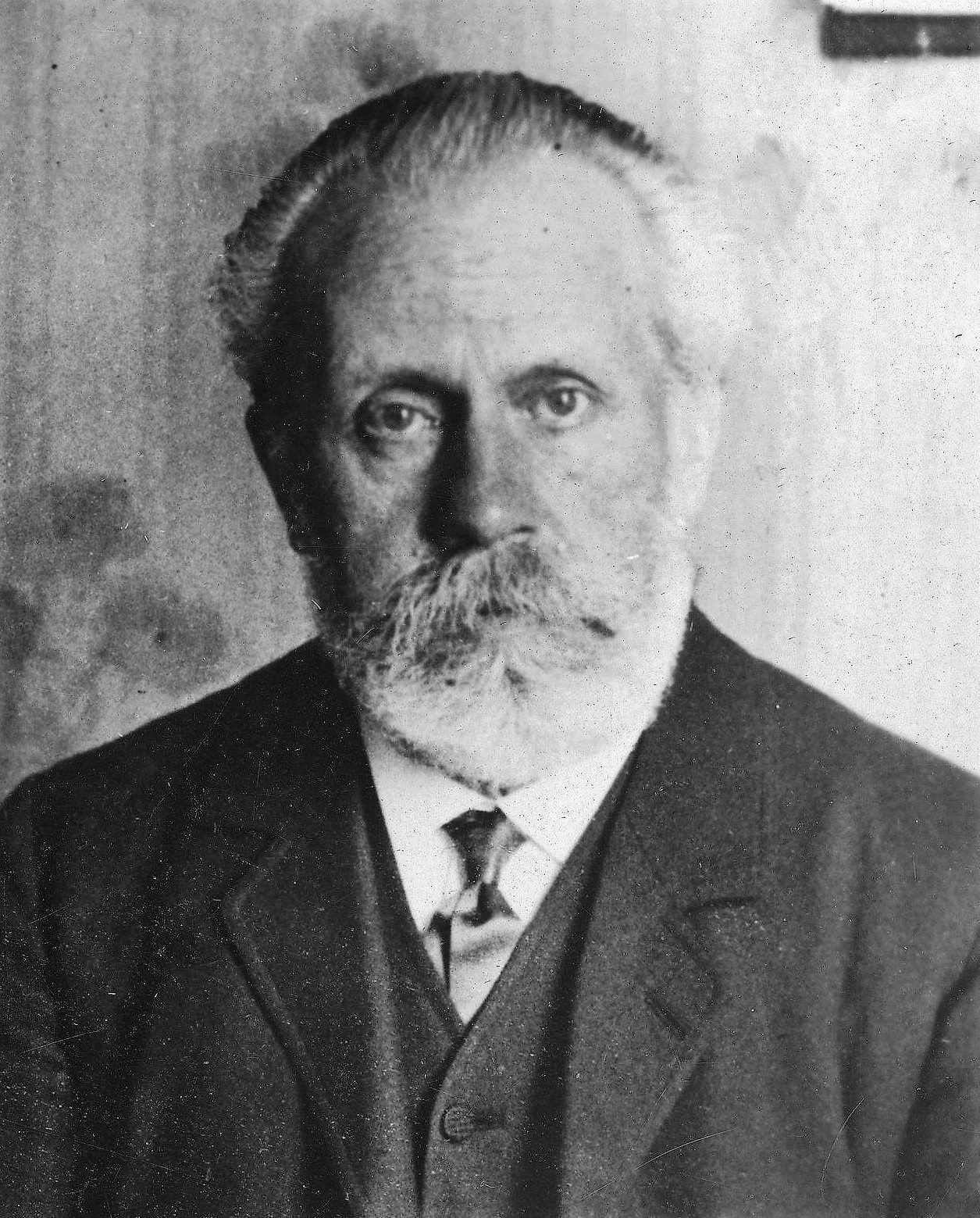
Zakladatel PSOE Pablo Iglesias Posse

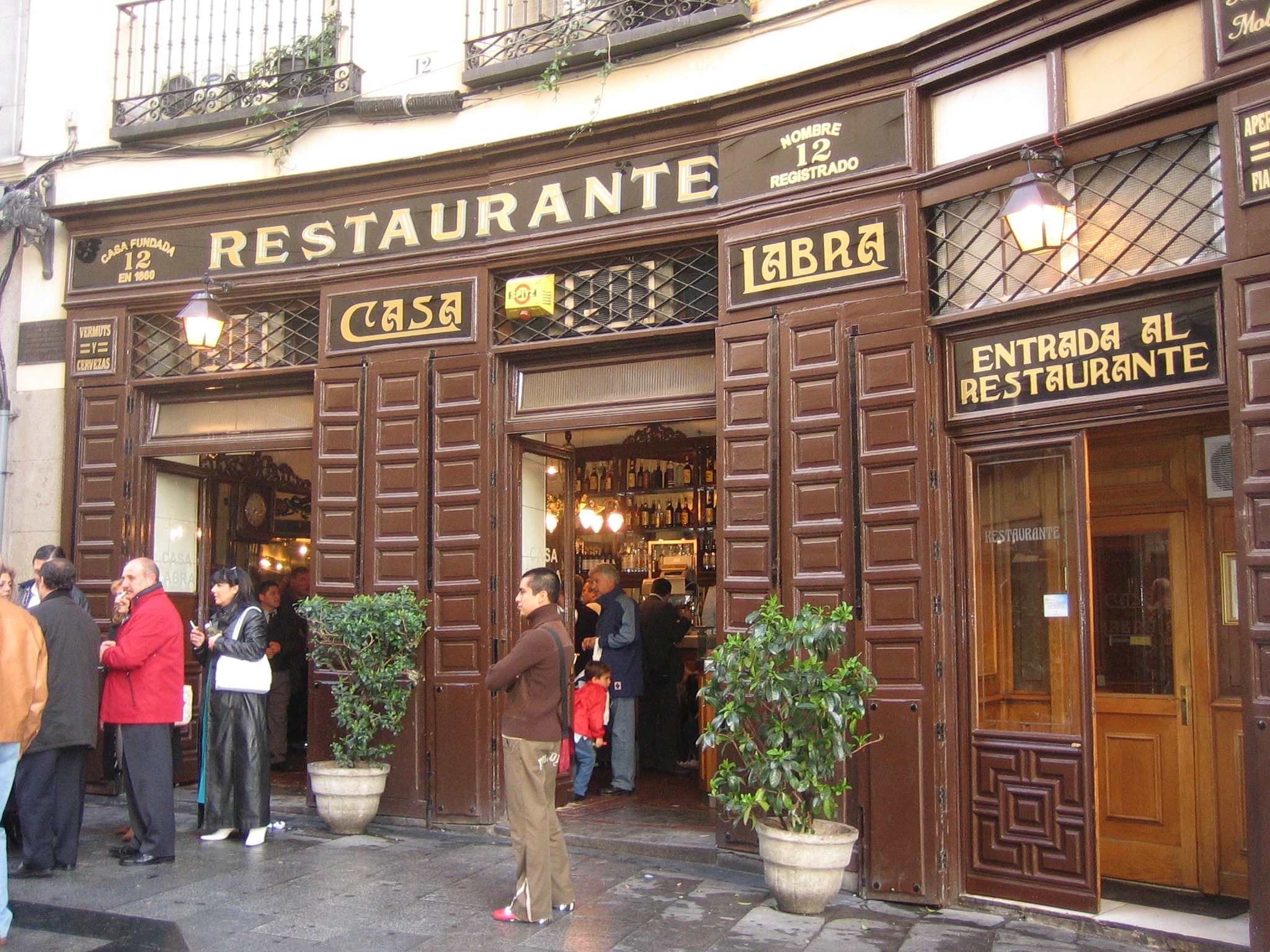
Casa Labra, místo založení PSOE

Strana byla založena začátkem května 1879 v Madridu. Jejím prvním předsedou byl dělnický aktivista a odborář Pablo Iglesias Posse. Přestože se zpočátku socialistům nedařilo nabýt výraznějšího postavení z důvodů represí státních orgánů, jejich účast na stávkách jim přinesla podporu mezi manuálně pracujícími vrstvami. V roce 1910 byl Pablo Iglesias Posse s podporou prorepublikánských sil zvolen jako první socialista do španělského parlamentu.
Během druhé španělské republiky byla PSOE součástí Lidové fronty (Frente Popular) a její vlády. Během občanské války se strana rozdělila do tří křídel: levicové marxistické prorevoluční křídlo (mělo blízko k marxistům z POUM a anarchistům), centristické křídlo (ve shodě s Komunistickou stranou se stavělo proti spontánnímu zabírání továren a půdy) a pravicové křídlo. Po vítězství generála Francisca Franca byla strana zakázána a její představitelé byli buď uvězněni nebo odešli do exilu. Exilovou PSOE následně provázely vnitřní spory o směřování strany.
Po návratu demokracie do Španělska byla strana opět legalizována (v roce 1977) a jejím dlouholetým generálním tajemníkem se stal pozdější premiér Felipe González. V roce 1978 se s ní spojila malá parlamentní Lidová socialistická strana. Na následující sjezdu proběhl souboj mezi reformisty a marxisty, přičemž evropští socialisté (především německá SPD) podporovali reformisty (na znamení reformy byl změněn i znak strany: knihu a kovadlinu nahradila růže v pěsti). V roce 1978 byla v referendu schválena nová španělská ústava, kterou PSOE podporovala. Roku 1982 vyhrála strana volby a přešla z opozice do vlády. Následně byla kritizována některými svými voliči pro příliš liberální ekonomickou politiku a nedostatečné sociální reformy. I přesto zvítězila ve volbách v letech 1986, 1989 a 1993. Hospodářská krize a státní terorismus oslabily popularitu strany, která pak nedokázala po dvě funkční období porazit vládní lidovce (přestože udržela silné pozice v některých regionech). Po prohraných volbách v roce 1996 odešel z čela strany Felipe González.
Po čtyřleté krizi ve vedení PSOE byl v roce 2000 byl zvolen José Luis Rodríguez Zapatero jako nový generální tajemník. PSOE se pod jeho vedením ostře postavila proti válce v Iráku. Po volbách 2004 se opět stala nejsilnější španělskou stranou. Podporovala tzv. euroústavu a evropskou integraci a provedla některé podstatné reformy, jako například uzákonění manželství osob stejného pohlaví. Zapaterova vláda také započala mírová jednání s baskickou odbojovou organizací Euskadi Ta Askatasuna (ETA), která však byla v roce 2006 přerušena. V roce 2008 potvrdila PSOE ve volbách své vedoucí postavení v politickém životě země, když ještě navýšila počet svých poslanců v parlamentu.

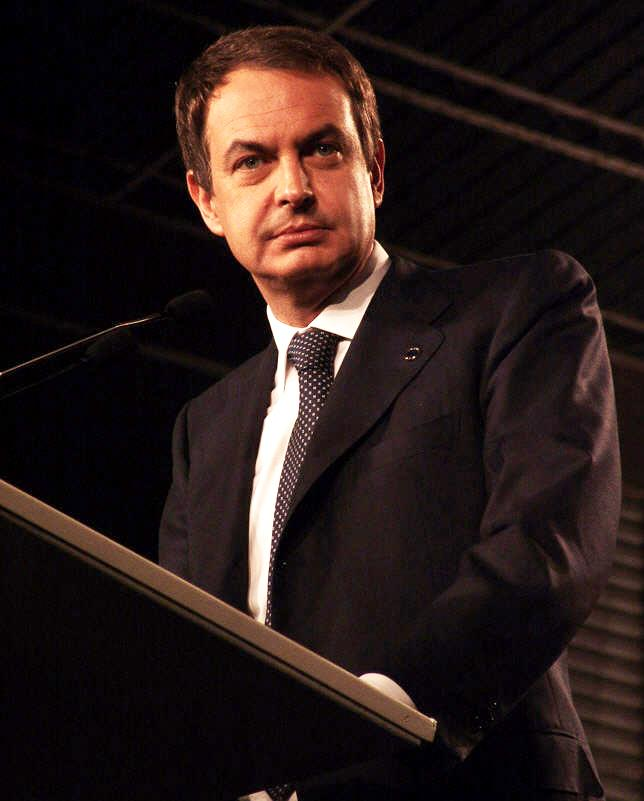
José Zapatero, generální tajemník strany (2000–2012) a premiér Španělska v letech 2004–2011

Ve volbách 2011, po sedmi letech vládnutí, naopak strana dosáhla do té doby historicky nejhoršího výsledku od doby přechodu k demokracii. Utrpěla velké ztráty také na komunální a regionální úrovni, vše zejména ve prospěch Španělské lidové strany, ale i menších stran. Zapaterovým nástupcem jako předseda PSOE se v únoru 2012 stal na krátkou dobu Alfredo Pérez Rubalcaba. Od roku 2014 stojí v čele strany Pedro Sánchez Pérez-Castejón.
Ve volbách 2015 se socialisté umístili na druhé příčce s novým historicky nejnižším podílem 22 % hlasů (5 530 779 hlasů) a 90 mandátů. Dne 1. června 2018 byla však dosavadnímu předsedovi španělské vlády a předsedovi Lidové strany Marianu Rajoyovi vyslovena v parlamentu nedůvěra. Následně se stal předseda PSOE Pedro Sánchez novým premiérem, jeho vláda byla ovšem odkázána na podporu jiných stran. Ve volbách 2019 se opět stala nejsilnější stranou se ziskem 28,6 % hlasů (123 mandátů ze 350).

### Volební výsledky

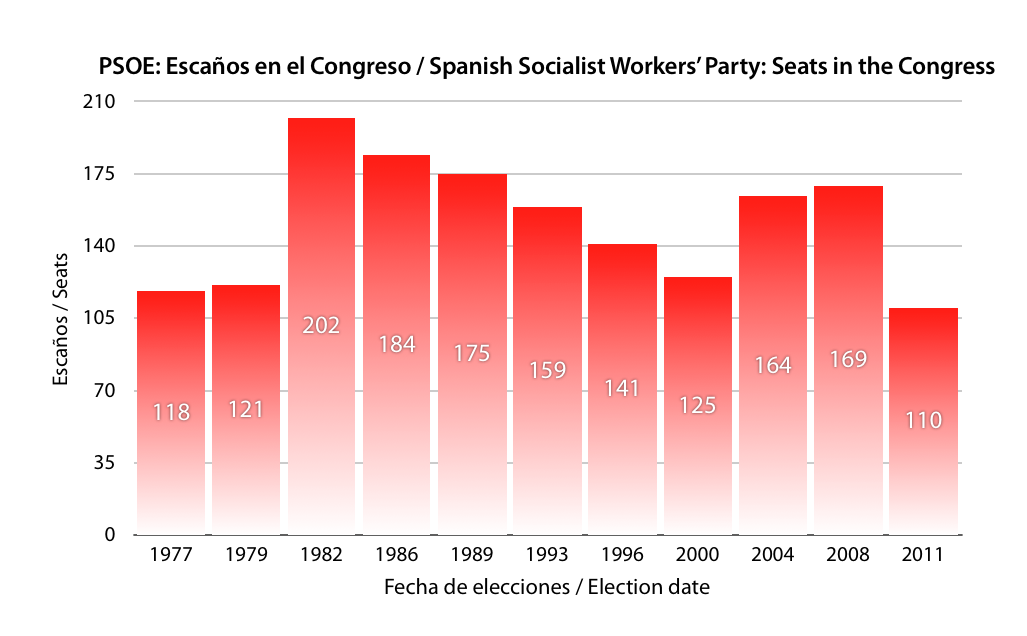
Grafický přehled počtu získaných mandátů PSOE v Kongresu

| 1977      | 5 371 866  | 29,39 | 118 |
| 1979      | 5 469 813  | 30,40 | 121 |
| 1982      | 10 127 392 | 48,11 | 202 |
| 1986      | 8 901 718  | 44,33 | 184 |
| 1989      | 8 115 568  | 39,60 | 175 |
| 1993      | 9 150 083  | 38,78 | 159 |
| 1996      | 9 425 678  | 37,63 | 141 |
| 2000      | 7 918 752  | 34,16 | 125 |
| 2004      | 11 026 163 | 42,59 | 164 |
| 2008      | 11 288 698 | 43,87 | 169 |
| 2011      | 7 003 511  | 28,80 | 110 |
| 2015      | 5 530 779  | 22,00 | 90  |
| 2016      | 5 424 335  | 22,66 | 85  |
| 2019 (IV) | 7 480 755  | 28,68 | 123 |
| 2019 (XI) | 6 792 199  | 28,00 | 120 |
| 2023      | 7 821 718  | 31,70 | 121 |

## Organizace
PSOE zahrnuje i další socialistické strany s autonomním vedením v některých regionech:
- Partit dels Socialistes de Catalunya (Strana socialistů Katalánska), Katalánsko
- Euskadiko Alderdi Sozialista – Euskadiko Ezkerra (Socialistická strana Baskicka – Euskadiko Ezkerra), Baskicko
- Partido dos Socialistas de Galicia (Strana socialistů Galicie), Galicie
- Partit Socialista del País Valencià (Socialistická strana Valencie), Valencie
- Partit dels Socialistes de les Illes Balears (Strana socialistů Baleárských ostrovů), Baleáry